# Org Marais
Georg "Org" Marais (né le 28 décembre 1931 à Tulbagh en Afrique du Sud) est un économiste et un homme politique d'Afrique du Sud, membre de la chambre de l'assemblée du parlement de 1981 à 1983 puis de 1983 à 1994 pour la circonscription de Waterkloof, sénateur au parlement d'Afrique du Sud pour le Gauteng (1994-1996), membre du parti national, ministre du commerce et de l'industrie (1991-1992) et du tourisme (1991 à 1993) dans les gouvernements de Frederik de Klerk ainsi que ministre du budget à la chambre de l'assemblée (1992-1993).

## Biographie
Né le 28 décembre 1931 à Tulbagh, Org Marais est le 4e enfant de Floors Nicolaas Marais (1898-1982), policier de profession, et de son épouse Johanna Maria Kellerman (1894-1968). Org Marais effectue sa scolarité primaire et secondaire à Albertina, De Rust et Tulbagh.
Diplômé d'une maitrise d'économie de l'université de Stellenbosch (1953) et, à l'âge de 24 ans, d'un doctorat en économie obtenu à l'université du Wisconsin (1956), Org Marais revient alors en Afrique du Sud où il rejoint la section internationale du département ministériel du commerce et de l'industrie. En 1963, il rejoint l'université d'Afrique du Sud (UNISA) où le directeur lui a demandé de créer une école de commerce pour les dirigeants d'entreprises. Il devient un spécialiste des nouvelles industries, un spécialiste en économie et en gestion du personnel. Il est directeur de l'école de commerce de l'UNISA de 1979 à 1981, responsable du programme de formation à la gestion du personnel destiné aux dirigeants noirs de petites entreprises.
Lors des élections générales sud-africaines de 1981, Org Marais est l'un des 12 parlementaires élus au suffrage indirect, à la suite de la suppression du Sénat. En mai 1983, il est élu au suffrage direct lors d'une élection partielle dans la circonscription de Waterkloof (à Pretoria), face à Tertius Spies, candidat du parti progressiste fédéral (PFP), et face à un candidat du parti conservateur d'Afrique du Sud. Il est réélu dans la même circonscription en 1987 face à Abraham Viljoen, candidat du PFP et frère du général Constand Viljoen. 
Marais est ministre adjoint aux finances (1986-1990) dans le gouvernement PW Botha puis dans le gouvernement de Klerk avant de devenir ministre du commerce, de l'industrie et du tourisme, succédant à Kent Durr qui venait d'être nommé ambassadeur d'Afrique du Sud au Royaume-Uni. En janvier 1992, il récupère le portefeuille du budget à la chambre de l'assemblée. Marais quitte le gouvernement en mars 1993 pour devenir membre du conseil d'administration de Shoredits Holding. En 1994, il est élu dans la nouvelle province du PWV et siège au nouveau Sénat mis en place par la constitution sud-africaine de 1993.